# Màscara de Ferran VII

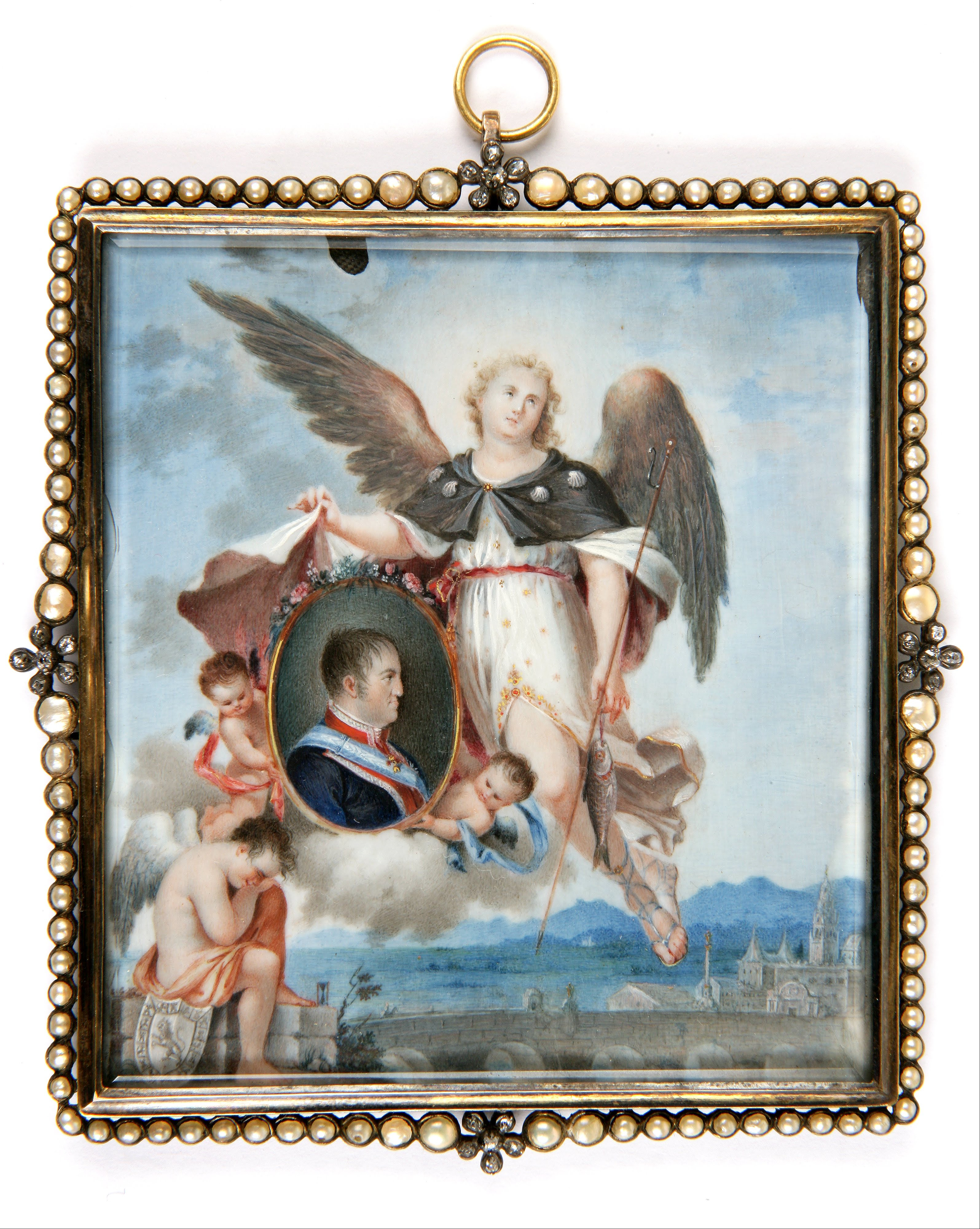
Al·legoria de Ferran VII per Diego José Monroy Aguilera, Museu Lázaro Galdiano, Madrid.

La Màscara de Ferran VII o màscares ferranines, és el nom utilitzat per alguns historiadors per referir-se a una estratègia premeditada utilitzada pels insurgents novohispans, independentistes veneçolans, i pels impulsors de la Revolució de Maig per contemporitzar (cedir per evitar enfrontaments) amb el regnat de Ferran VII i deslegitimar la reacció realista. I encara que la realitat d'aquesta màscara està actualment en dubte, teòricament es va utilitzar per deslligar-se de la monarquia espanyola i al mateix temps evitar els problemes d'haver proclamat la independència de forma oberta. La guerra civil, no obstant, va ser immediata i va ser el preludi d'una guerra internacional.

## Descripció
La màscara es basava fonamentalment en jurar-li fidelitat al rei captiu Ferran VII i no reconèixer els governs de la península ibèrica, ni el substitut francès José I Bonaparte, imposat a Espanya per les forces de Napoleó Bonaparte, ni tampoc a l'espanyol Consell de Regència d'Espanya i les Índies que s'atribuïa l'autoritat sobre tot l'imperi. No obstant això actualment se sap que hi va haver un procés polític constituent que començava amb la formació de governs americans (autònoms o lliures) enfront dels governs de la península (liberals), espanyol i francès, i que a continuació van haver-hi la independència dels països hispanoamericans, ja fos immediatament, davant d'aquests governs liberals, o després de la restauració del rei absolutista a Espanya.
En els fets, atès que Ferran VII es trobava captiu i, per tant, impedit de regnar, jurar-li fidelitat i desconèixer les autoritats colonials, la màscara equivalia a governar en forma autònoma. Quan la Junta Suprema Central es va refugiar a Cadis, l'últim reducte espanyol que resistia a Napoleó, a Amèrica es considerava inversemblant la idea que les forces franceses poguessin ser derrotades i que El Desitjat tornés al tron; No obstant això últim va passar al desembre del 1813 amb la signatura del tractat de Valençay i la restauració d'una monarquia absoluta. Els insurgents novohispans, els governs de Veneçuela i la Nova Granada, i els governs de les Províncies Unides del Riu de la Plata, van proclamar la independència. El 9 de juliol del 1816 ho va fer el Congrés de Tucumán a la Declaració d'independència de l'Argentina.

## Riu de la Plata

### Antecedents
Un antecedent de l'estratègia usada a la Revolució de Maig va ser el Sil·logisme de Chuquisaca, formulat per Bernardo de Monteagudo a la universitat de Chuquisaca poc després de conèixer-se la caiguda de Ferran VII, encara que amb la Junta de Sevilla encara al poder. Monteagudo va plantejar en l'anomenat "Sil·logisme de Chuquisaca":
| « | Cal seguir la sort d'Espanya o resistir a Amèrica? Les Índies són un domini personal del rei d'Espanya; El rei està impedit de regnar; Llavors, les Índies han de governar-se a si mateixes. | » |

Aquesta proclamació va ser un dels passos previs a la realització de la Revolució de Chuquisaca i la Junta Tuitiva de La Paz. Encara que ambdues van ser reprimides, van instal·lar el principi de la sobirania popular que plantejava que en absència de les autoritats legítimes el poble tenia dret a designar als seus propis governants.

### La Revolució de Maig
El virrei Baltasar Hidalgo de Cisneros, nomenat per la Junta de Sevilla, va ser destituït del seu càrrec poc després de saber-se a Buenos Aires de la caiguda d'aquesta Junta. Es considerava que l'autoritat del virrei ja no era legítima, la qual cosa va desencadenar la Revolució de Maig. El virrei va ser substituït per la Primera Junta, la qual va jurar:
| « | ...exercir legalment el càrrec, conservar íntegra aquesta part d'Amèrica al nostre August Sobirà el senyor don Ferran VII, i els seus legítims successors, i guardar puntualment les lleis del Regne. | » |

Les motivacions independentistes de maig no es van fer explícites per pressió de la Gran Bretanya. Als britànics els era favorable que les colònies espanyoles s'independitzèssin, ja que així podrien comerciar lliurement amb elles, però al mateix temps no desitjaven que Espanya intentés reconquerir les seves colònies. Tots dos països eren aliats a Europa en les guerres napoleòniques contra França, i Gran Bretanya no desitjava que Espanya distragués la seva atenció militar destinant forces a altres fronts de combat. Aquesta pressió va ser exercida per Lord Strangford, ambaixador d'Anglaterra a la cort de Rio de Janeiro, que va manifestar el seu suport a la Junta però ho va condicionar "...sempre que la conducta d'aquesta Capital sigui conseqüent i es conservi a nom del rei Ferran VII i dels seus legítims successors".